# بیسیک فور آی او اس

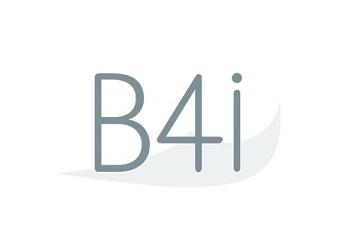
لوگوی فعلی زبان برنامه نویسی B4I

B4I چهارمین IDE تولید شده توسط Anywhere Software Ltd و از مجموعه ابزار های خانواده B4X است. 
B4I قادر به ایجاد برنامه هایی است که دستگاه های iPhone و iPad را هدف قرار می دهند و یک سرویس جداگانه وجود دارد که به توسعه دهندگان اجازه می دهد برنامه ها را بدون نیاز به رایانه محلی Mac تدوین و منتشر کنند. اولین نسخه عمومی در 14 نوامبر 2014 منتشر شده است. 
درحال حاضر استفاده از این IDE به صورت رایگان ممکن نمی‌باشد .